# Alvaradoa jamaicensis
Alvaradoa jamaicensis é uma espécie vegetal da família Simaroubaceae. É endémica da Jamaica.